# Liste der Naturdenkmale in Dettenheim
| Naturdenkmale | Anzahl |
| ------------- | ------ |
| FND           | 6      |
| END           | 11     |
| Gesamt        | 17     |

Die Liste der Naturdenkmale in Dettenheim nennt die verordneten Naturdenkmale (ND) der im baden-württembergischen Landkreis Karlsruhe liegenden Gemeinde Dettenheim. In Dettenheim gibt es insgesamt 17 als Naturdenkmal geschützte Objekte, davon sechs flächenhafte Naturdenkmale (FND) und elf Einzelgebilde-Naturdenkmale (END).
Stand: 31. Oktober 2016.

## Flächenhafte Naturdenkmale (FND)
| Name                     | Bild | Kennung     | Einzelheiten                       | Position | Fläche Hektar | Datum         |
| ------------------------ | ---- | ----------- | ---------------------------------- | -------- | ------------- | ------------- |
| Damm im Mühlgarten       | BW   | 82151110019 | Dettenheim                         | ⊙        | 1,0           | 28. Juli 1993 |
| Erlebruch                | BW   | 82151110007 | Dettenheim                         | ⊙        | 4,1           | 29. Mai 1992  |
| Feuchtgebiet Fohlenweide | BW   | 82151110009 | Linkenheim-Hochstetten, Dettenheim | ⊙        | 5,6           | 29. Mai 1992  |
| Feuchtwiese Dan          | BW   | 82151110008 | Dettenheim                         | ⊙        | 4,8           | 29. Mai 1992  |
| Mühlaudamm               | BW   | 82151110006 | Dettenheim                         | ⊙        | 2,2           | 29. Mai 1992  |
| Torfwiesenloch           | BW   | 82151110005 | Dettenheim                         | ⊙        | 0,7           | 29. Mai 1992  |
| Legende für Naturdenkmal |      |             |                                    |          |               |               |

## Einzelgebilde (END)
| Name                               | Bild | Kennung     | Einzelheiten | Position | Fläche Hektar | Datum         |
| ---------------------------------- | ---- | ----------- | ------------ | -------- | ------------- | ------------- |
| Birnen im oberen Hofgut            | BW   | 82151110018 | Dettenheim   | ⊙        | 0,0           | 28. Juli 1993 |
| Eiche am alten Landgraben          | BW   | 82151110003 | Dettenheim   | ⊙        | 0,0           | 9. März 1987  |
| Eiche auf den Schiffsmächerstücken | BW   | 82151110012 | Dettenheim   | ⊙        | 0,0           | 28. Juli 1993 |
| Eiche im Gemeindewald              | BW   | 82151110004 | Dettenheim   | ⊙        | 0,0           | 9. März 1987  |
| Friedenslinde am Kriegerdenkmal    | BW   | 82151110001 | Dettenheim   | ⊙        | 0,0           | 9. März 1987  |
| Friedhofskastanien                 | BW   | 82151110015 | Dettenheim   | ⊙        | 0,0           | 28. Juli 1993 |
| Kastanie auf den Feldwiesenäckern  | BW   | 82151110016 | Dettenheim   | ⊙        | 0,0           | 28. Juli 1993 |
| Kastanie in den Bachwiesen         | BW   | 82151110011 | Dettenheim   | ⊙        | 0,0           | 28. Juli 1993 |
| Lagerlinde                         | BW   | 82151110013 | Dettenheim   | ⊙        | 0,0           | 28. Juli 1993 |
| Linde im Gewann Hornäcker          | BW   | 82151110002 | Dettenheim   | ⊙        | 0,0           | 9. März 1987  |
| Rathauslinden                      | BW   | 82151110017 | Dettenheim   | ⊙        | 0,0           | 28. Juli 1993 |
| Legende für Naturdenkmal           |      |             |              |          |               |               |